# 拉皮爾鎮區 (阿肯色州尤寧縣)
拉皮爾鎮區（英語：Lapile Township）是位於美國阿肯色州尤寧縣的一個行政鎮區。

## 地方資料
拉皮爾鎮區的面積為314.82平方千米，當中陸地面積為295.55平方千米，而水域面積為19.27平方千米。根據2010年美國人口普查的數據，當地共有人口2219人，而人口密度為每平方千米7.05人。